# Edgar Shearer
Edgar Donald Reid Shearer (Hendon, 6 giugno 1909 – Sudbury, 9 luglio 1999) è stato un calciatore inglese, di ruolo attaccante.

## Carriera

### Nazionale
Venne convocato nella Nazionale britannica che partecipò ai Giochi olimpici del 1936. Giocò la seconda delle due partite che disputò il Regno Unito nella quale la sua Nazionale perse 5-4 contro la Polonia. Segnò il gol del temporaneo 5-2.